# 274246 Reggiacaserta
274246 Reggiacaserta è un asteroide della fascia principale. Scoperto nel 2008, presenta un'orbita caratterizzata da un semiasse maggiore pari a 2,5327169 UA e da un'eccentricità di 0,0984407, inclinata di 3,90507° rispetto all'eclittica.